# Jean-Baptiste Dubois (1778-1850)
Pour les articles homonymes, voir Jean-Baptiste Dubois (homonymie).
Jean-Baptiste Dubois, né à Paris en 1778 et mort en 1850, est un auteur dramatique et écrivain français. 
Il est le directeur du théâtre de la Gaîté de 1808 à 1821.

## Biographie
Ses pièces ont été représentées sur les plus grandes scènes parisiennes du XIXe siècle.

## Œuvres
- 1799 : Le Petit Jules, comédie en 3 actes, mêlée d’ariettes
- 1799 : La Leçon conjugale, ou Le voilà pris, comédie-vaudeville en 1 acte et en prose, Paris, théâtre des Troubadours, 22 messidor an VIII
- 1800 : Cassandre tout seul, vaudeville en un acte
- 1800 : Le Prisonnier pour dettes, ou le Portrait, comédie-vaudeville en 1 acte, Paris, Troubadours, 15 fructidor an VIII.
- 1802 : 11, 76, 88, ou le Terne de Gonesse, vaudeville anecdote en un acte et en prose, avec Michel Dieulafoy et René de Chazet
- 1802 : Émilie, ou les Femmes, comédie en 1 acte, mêlée de vaudevilles, Paris, théâtre du Vaudeville, 10 frimaire an XI.
- 1802 : L'impromptu de Plainville ou la fête du bon Seigneur, comédie pastorale, mêlée de chants. Représentée au Château de Plainville le 29 novembre 1801, et au théâtre de Molière le 30 nivose 1802
- 1802 : L'Année la plus remarquable de ma vie, suivie d'une réfutation des Mémoires secrets sur la Russie, par Auguste de Kotzbuë [sic]. Traduit de l'allemand par Girard de Propiac et J.-B. Dubois.
- 1802 : Une année mémorable de la vie d'Auguste de Kotzebüe : traducteur
- 1802 : Les Bijoux dangereux, par Auguste de Kotzbuë [sic], imité de l'allemand par Jean-Baptiste Dubois et C.-J.-F. Girard de Propiac
- 1802 : Molière chez Ninon, ou la Lecture de Tartufe , comédie en 1 acte et en vers, avec de Chazet, Paris, Théâtre de Louvois, 17 brumaire an XI.
- 1802 : Riquet à la houpe
- 1802 : La Première nuit manquée, ou Mon tour de garde, comédie-vaudeville en 1 acte, avec René de Chazet, Paris, Montansier-Variétés, 15 fructidor an X.
- 1802 : Le Mariage de Nina-Vernon, suite de la Petite ville, et des Provinciaux à Paris, comédie en un acte et en prose
- 1802 : Le Salomon de la rue de Chartres, ou les Procès de l'an X, revue épisodique, vaudeville en 1 acte, avec de Chazet, Paris, théâtre du Vaudeville, 11 brumaire an XI.
- 1803 : Delphinette, ou le Mépris de l'opinion
- 1803 : Dorat et Colardeau, comédie en 1 acte et en vers, Paris, Théâtre de la rue de Louvois, 1er messidor an XI
- 1803 : Histoire véritable de Fanchon la Vielleuse, extraite de mémoires inédits
- 1804 : Tipoo-Saïb, ou la prise de Séringapatam, mélodrame historique, en trois actes, en prose, avec Gobert, musique de Alexandre Piccinni, Paris, théâtre de la Porte-Saint-Martin, 16 thermidor an XII
- 1804 : M. Girouette, ou Je suis de votre avis, comédie en 1 acte, en prose, Paris, Théâtre de Louvois, 26 ventôse, an XII
- 1804 : Voyages d'Almuza dans l'île de la Vérité, imitation de l'allemand de Friedrich Bouterwek, avec Girard Propiac
- 1804 : Édouard et Adèle, ou l'Indifférence par amour, comédie en 1 acte, mêlée de vaudevilles, Paris, Vaudeville, 18 floréal an XII.
- 1804 : Marton et Frontin, ou Assaut de valets, comédie en 1 acte, en prose, Paris, Théâtre de Louvois, 15 janvier
- 1805 : Stanislas, roi de Pologne', mélodrame en 3 actes, musique de Piccini, Paris, Porte-Saint-Martin, 16 prairial an XIII
- 1805 : Le Lendemain de la pièce tombée, comédie en 1 acte, mêlée de vaudevilles, avec Emmanuel Dupaty, Armand-Louis-Maurice Séguier, Paris, Vaudeville, 13 fructidor an XIII
- 1805 : La Fausse marquise, mélodrame en 3 actes à spectacle, avec Gober, musique de Piccini fils, Paris, Porte-Saint-Martin, 9 messidor an XIII
- 1808 : M. Têtu, ou la Cranomanie, comédie-folie en 1 acte, en prose, Paris, Théâtre de l'Impératrice, 23 février
- 1808 : L'École des juges, drame en 3 actes, en prose, Paris, Théâtre de l'Impératrice, 7 mai
- 1810 : La Cendrillon des écoles, ou le Tarif des prix, comédie-vaudeville en 1 acte, en prose, avec de Chazet, Paris, Vaudeville, 10 novembre
- 1810 : Les Trois moulins, divertissement allégorique en 1 acte, mêlé de chants et de danses, à l'occasion du mariage de S. M. l'Empereur avec S. A. I. et R. Marie-Louise, avec René-Charles Guilbert de Pixerécourt, Paris, Gaîté, 30 mars
- 1810 : Les Lauriers-Rose, ou le Tribut du village, impromptu en 1 acte, mêlé de couplets, Paris, Gaîté, 16 juin
- 1811 : La Ruche céleste, ou le Secret de l'hymen, pièce en 1 acte, à spectacle pour célébrer la naissance du roi de Rome, Paris, Gaîté, 23 mars
- 1811 : Les Dragées, ou le Confiseur du grand monarque, impromptu en 1 acte, mêlé de couplets, à l'occasion du baptême de S. M. le Roi de Rome, Paris, Gaîté, 6 juin
- 1811 : La Cachemire, ou l'Étrenne à la mode, comédie anecdotique en 1 acte et en prose, Paris, Gaîté, 31 décembre
- 1812 : Monsieur Malbroug ou Mironton, ton, ton, mirontaine, folie en 2 actes
- 1812 : La botte de sept lieues ou l'enfant précoce, pantomime en trois actes et grand spectacle, avec Jean-Baptiste Hullin, musique de Taix
- 1812 : Je m'émancipe, comédie-vaudeville en un acte
- 1813 : Les Chevaliers de Malte, ou l'Ambassade à Alger, mélodrame en 3 actes et à grand spectacle, avec Jean-Antoine-Marie Monperlier et Hyacinthe Albertin, Paris, Gaîté, 4 novembre
- 1814 : Le Grenadier de Louis XV, ou le lendemain de Fontenoy, pièce en 1 acte, mêlée de couplets, Paris, Gaîté, 27 décembre
- 1814 : Les Maîtresses-filles, ou les Pères à l'école, folie en 1 acte, mêlée de couplets, Paris, Gaîté, 1er décembre
- 1814 : Henri IV, ou la Prise de Paris, mélodrame historique en 3 actes, avec Eugène Cantiran de Boirie et Léopold Chandezon, musique de Aimé Taix et Marie-François-Xavier-Auguste Leblanc, Paris, théâtre de la Gaîté, 2 mai
- 1814 : Mr et Mme Bernard ou Les Deux portraits, comédie en 1 acte, mêlée de vaudevilles
- 1814 : Le Duc de Craon, ou le Ministre français, mélodrame en 3 actes, en prose, à grand spectacle, avec Louis Duperche, musique de Louis Henry, Paris, Gaîté, 11 janvier
- 1815 : La Bouquetière anglaise, comédie-anecdote en 1 acte, en prose, mêlée de vaudevilles, avec Nicolas Brazier et Moreau de Commagny, Paris, Vaudeville, 11 mai
- 1815 : La Pie de Palaiseau et le Chien de Montargis ou le Crime aux prises avec la vertu, parade en un acte
- 1815 : La Sibylle, ou la Mort et le médecin, féerie en 3 actes, mêlée de chants et de danses, avec Boirie et Chandezon, Paris, Gaîté, 18 janvier
- 1815 : Bagatelle, ou la Leçon conjugale, comédie en 1 acte et en prose, mêlée de vaudevilles, Paris, Troubadours, 1815
- 1815 : La Bonne femme, ou les Prisonniers de guerre, comédie-anecdote en 1 acte, avec Brazier, Paris, Gaîté, 6 décembre
- 1815 : Le Mariage de Clovis, ou le Berceau de la monarchie française, mélodrame en trois actes à grand spectacle
- 1815 : Le Bouquet des poissardes, ou la Fête du roi, divertissement en 1 acte, mêlé de chant et de danse, avec Brazier, Paris, Gaîté, 23 août
- 1816 : Maître Frontin à Londres, ou l'indemnité conjugale, comédie en 1 acte et en prose, Paris, Gaîté, 17 avril
- 1816 : Le Petit Eugène, ou la Croix de Saint-Louis, pièce en 1 acte, mêlée de vaudevilles, Paris, Gaîté, 26 septembre
- 1816 : La Noce de village, ou le Tableau en miniature, comédie en 1 acte, mêlée de vaudevilles, avec Brazier, Paris, Gaîté, 15 juin
- 1816 : L'Honneur ou l’Échafaud, mélodrame en 3 actes, musique de Paul Huel
- 1816 : La Dame du château ou La Ressemblance, mélodrame comique en 3 actes, musique de Piccini fils
- 1816 : La Petite bonne, ou Qu'elle est méchante !, comédie en 1 acte, mêlée de couplets, Paris, Gaîté, 13 mars
- 1816 : La Pensée d'un bon roi, tableau villageois en un acte
- 1817 : Les deux Macbeth, ou L'apothéose de Ducis
- 1818 : Le Petit Eugène ou La Croix de Saint-Louis, comédie en un acte, mêlée de couplets
- 1818 : L'Incendie du village, ou les Représailles militaires, mélodrame en 3 actes, à spectacle, avec Leblanc, musique de Huel, Paris, Gaîté, 11 juin
- 1818 : L'homme brun, ou Le billet doux
- 1818 : Les Chevaliers de Malte, ou l'Ambassade à Alger, mélodrame en 3 actes et à grand spectacle, avec Monperlier et H. Albertin, Paris, Gaîté, 4 novembre
- 1818 : Les Femmes officiers, ou Un jour sous les armes, comédie en 1 acte mêlée de vaudevilles, avec de Chazet
- 1818 : Le Petit mendiant, fait historique, en 1 acte, mêlé de vaudevilles, avec Brazier, Paris, Gaîté, 23 juin
- 1818 : Les Chaperons et les loups, petite revue en 1 acte, mêlé de vaudevilles, avec Brazier, Paris, Gaîté, 27 août
- 1818 : L'Enfant du régiment, tableaux militaires en 1 acte, avec Brazier, Paris, Gaîté, 17 janvier
- 1819 : M. Toussaint, ou les Couplets de fête, vaudeville en 1 acte, avec Brazier, Paris, Vaudeville, 21 avril
- 1819 : L'Héritage de Jeannette, pièce en 1 acte et en prose, avec Brazier, Paris, Gaîté, 7 août
- 1819 : La Robe feuille-morte, pièce en 1 acte, mêlée de couplets, avec Moreau de Commagny, tirée des Conseils à ma fille par Jean-Nicolas Bouilly, Paris, Gaîté, 29 mai
- 1819 : Madame Frontin, ou les Deux duègnes, comédie en 1 acte, mêlée de vaudevilles, avec Brazier, Paris, Vaudeville, 30 septembre
- 1819 : La Grand-maman, comédie en 1 acte, en prose, mêlée de vaudevilles, avec Chandezon, Paris, Gaîté, 14 décembre
- 1819 : Une heure sur la frontière, à-propos en 1 acte, mêlé de couplets, avec Brazier, Paris, Gaîté, 24 novembre
- 1820 : Fanfan la Tulipe, ou En avant !, pièce en 1 acte, mêlée de vaudevilles, Paris, Gaîté, 1er août
- 1820 : Le Berceau du prince, ou les Dames de Bordeaux, à-propos vaudeville en 1 acte, avec Désaugiers, Michel-Joseph Gentil de Chavagnac, Brazier et de Chazet, Paris, Vaudeville, 13 octobre
- 1820 : La famille Sirven, ou Voltaire à Castres
- 1821 : L'Hôtel des Invalides, ou la Députation, comédie en un acte, en prose, Paris, Second théâtre français, 30 avril
- 1821 : Le Concert d'amateurs, ou les Musiciens par hasard, comédie en 1 acte, mêlée de couplets, avec de Chazet et Brazier, Paris, Vaudeville, 22 octobre
- 1821 : La Fête de Jean-Bart, ou le Retour à Dunkerque, pièce en 1 acte, mêlée de couplets, avec Brazier, Paris, Gaîté, 21 juin
- 1821 : Trois bienfaits pour un, ou les Deux baptêmes, à-propos-vaudeville en 1 acte, à l'occasion du baptême de S. A. R. Mgr le duc de Bordeaux, Paris, Gaîté, 30 avril
- 1822 : Les Fiancés tyroliens, ou les Deux bouquets, comédie en 1 acte, mêlée de couplets, avec Brazier, Paris, théâtre de l'Ambigu-Comique, 4 juillet
- 1826 : La Biche au bois, pièce féerie en 1 acte, mêlée de couplets, avec Brazier et Carmouche, Paris, théâtre des Variétés, 27 avril
- 1827 : Le concert d'amateurs ou les musiciens par hasard, comédie en un acte
- 1845 : Une nuit terrible, vaudeville en un acte, avec Xavier et Charles Varin, Paris, théâtre du Palais-Royal, 22 février